# Ranunculus yanshanensis
Ranunculus yanshanensis är en ranunkelväxtart som beskrevs av Wen Tsai Wang. Ranunculus yanshanensis ingår i släktet ranunkler, och familjen ranunkelväxter. Inga underarter finns listade i Catalogue of Life.